# Prašný Újezd
Prašný Újezd je vesnice, část obce Mlečice v okrese Rokycany v Plzeňském kraji. Nachází se asi tři kilometry západně od Mlečic. Je zde evidováno 61 adres. V roce 2011 zde trvale žilo 41 obyvatel.
Prašný Újezd je také název katastrálního území o rozloze 2,85 km². V katastrálním území Prašný Újezd leží i Skoupý.

## Název
V letech 1869–1890 nesla název Prašný Oujezd, od roku 1900 se nazývá Prašný Újezd.

## Historie
První písemná zmínka o vesnici se nachází ve falzu listiny datovaném rokem 1115, podle kterého jakýsi Willart daroval Prašný Újezd kladrubskému klášteru.

## Obyvatelstvo
| Rok            | 1869 | 1880 | 1890 | 1900 | 1910 | 1921 | 1930 | 1950 | 1961 | 1970 | 1980 | 1991 | 2001 | 2011 | 2021 |
| -------------- | ---- | ---- | ---- | ---- | ---- | ---- | ---- | ---- | ---- | ---- | ---- | ---- | ---- | ---- | ---- |
| Počet obyvatel | 473  | 451  | 383  | 347  | 362  | 328  | 304  | 179  | 173  | 110  | 80   | 49   | 42   | 41   | 41   |
| Počet domů     | 67   | 67   | 69   | 65   | 62   | 62   | 64   | 66   | 54   | 40   | 33   | 34   | 38   | 39   | 39   |

## Obecní správa
Při sčítání lidu v letech 1869–1979 Prašný Újezd byl samostatnou obcí, se kterým patřil nejprve do okresu Hořovice, ale v letech 1900–1979 v okrese Rokycany. Od 1. ledna 1980 je částí obce Mlečice v okrese Rokycany. V letech 1869–1979 k obci patřil Skoupý.

## Pamětihodnosti
- Správní budova zemědělského dvora (čp. 1) na severním okraji vesnice je původně barokní zámek z přelomu sedmnáctého a osmnáctého století.[7]
- Větrný mlýn v obci Skoupý, zanikl